# Крючин, Виталий Александрович
Виталий Александрович Крючин — российский спортсмен и международный общественный деятель. Основатель первого в России клуба практической стрельбы. Президент Международной конфедерации практической стрельбы. Президент и основатель Российской федерации практической стрельбы. Чемпион Европы по практической стрельбе из ружья (2003 год) и пистолета (2007 год).

## Биография
Виталий Крючин родился 26 июля 1963 года в деревне Кусимово, Абзелиловского района Республики Башкортостан.
Оружие взял впервые в руки в возрасте 7 лет.
В 1985 году он закончил Ташкентский политехнический институт по специальности «Геофизические методы поисков и разведки полезных ископаемых».
Кандидат педагогических наук. Сфера научных интересов — соревновательная подготовка спортсменов стрелковых видов спорта.
Автор книги «Практическая стрельба».

## Спортивные достижения
Кандидат в мастера спорта по пулевой стрельбе. Мастер спорта по практической стрельбе. Заслуженный тренер России по практической стрельбе. Спортивный судья всероссийской квалификационной категории по практической стрельбе. 14-кратный чемпион России по практической стрельбе из пистолета, ружья и карабина, чемпион Европы по практической стрельбе из самозарядного ружья, двукратный чемпион Европы в дуэльной стрельбе, бронзовый призёр Чемпионата Европы по практической стрельбе из пистолета.
- Чемпионат Европы по практической стрельбе из ружья 2003 — золотая медаль.
- Чемпионат Европы по практической стрельбе из ружья 2006 — бронзовая медаль.
- Чемпионат Европы по практической стрельбе из пистолета 2007 — золотая медаль.

В сентябре 2016 года Виталий Крючин принял участие в съёмках «вирусного» видеоролика, на котором он, под сопровождение оркестра из двух певцов, клавишника и скрипачки исполняет оду «К радости» Бетховена и другие произведения, стреляя из пистолетов по специальным металлическим пластинам.